# Shadow Fight 4: Arena
Shadow Fight 4: Arena (до 24 ноября 2022 года называлась Shadow Fight Arena) — компьютерная игра в жанре action/RPG-файтинг, разработанная игровой студией Banzai в 2020 году. Первая бета-версия была выпущена 31 января 2020 года, мировой релиз состоялся 3 ноября того же года. Входит в основной состав серии игр Shadow Fight, является четвёртой частью (ранее была спин-оффом), а также продолжением третьей игры, Shadow Fight 3, выпущенной на всех основных мобильных платформах 16 ноября 2017 года. Как и в третьей части, вместо персонажей-силуэтов, они изображены как реалистичные трехмерные персонажи в богато анимированном окружении. Во время боя игроки накапливают очки, которые позволяют им временно переходить в «теневую форму». Shadow Fight 4: Arena получила неоднозначные отзывы критиков.

## Описание

### Сюжет
Первоначально в Shadow Fight 4: Arena, как в игре, базирующейся на игровой схеме PvP, сюжет предусмотрен не был. В игре присутствовало четыре режима — режим 3x3, где перед началом сражения каждый случайный игрок собирал команду из трех персонажей и мог сразиться с аналогичной командой другого случайного игрока, режим 1x1 — аналогичный режим игры с одним персонажем, где первоначально противниками могли выступать как живые игроки, так и ИИ-противники, стандартный режим битвы только с ИИ-противником в режиме 1x1 и режим битвы «Против друга», где два игрока в каждом бою выбирали друг друга по идентификатору профиля, вводя его в специальное поле, далее сражение производилось исключительно между их командами. Значительно позже в игру был добавлен сюжет, который на данный момент заключается в раскрытии событий третьей части и характеров персонажей. В этом режиме, выбирая определённого персонажа, игрок может проходить цепочку боев в режиме «Выживание», с каждым прохождением все глубже раскрывая характер персонажа.

### Фракции
Фракциям здесь уделено значительно меньше внимания — лишь отмечается, что тот или иной персонаж сразу при вводе в игру по умолчанию принадлежит к той или иной фракции без возможности её изменения.

### Геймплей
В этой части персонаж может управляться тремя или четырьмя кнопками: кнопка удара ногами, кнопка удара руками, кнопка применения метательного оружия, возможна также кнопка применения теневых способностей. Управляется персонаж джойстиком со стрелками.
По умолчанию главным режимом в игре считаются PvP-бои в режимах 3x3 и 1x1, заключающиеся в противостоянии двух команд двух игроков, как правило из трех персонажей.
На данный момент игра имеет лишь основную сюжетную линию, заключающуюся в прохождении введенного не так давно соответствующего режима. Кроме того, в игре время от времени организовываются События. Они ограничены по времени, могут иметь отношение к отдельным персонажам или фракциям (событие «Противостояние» было приурочено к фракции «Легион»).

## Разработка
Разработка игры длилась довольно долгое время. Поводом к началу разработки новой игры стала большая популярность третьей части (более 125 млн установок, что пока что позволяет игре занимать второе место после Shadow Fight 2). Наблюдался большой интерес геймеров к этой части. Игроками предлагались различные новшества, которые в дальнейшем могли быть рассмотрены разработчиками. Тизер проекта был выпущен 31 января 2020 года, а трейлеры — 17 июля и 6 ноября 2020 года. В процессе разработки было принято несколько революционных для серии решений. Так, было принято решение перейти на плоскую иерархию и полностью отказаться от физического клонирования. Также было решено отказаться от фейкового импульса, который применялся в Shadow Fight 3 для исправления визуальных артефактов при симуляции физики твёрдых тел. В версии Arena использование этого решения невозможно, так как оно подразумевает нахождение симулируемых костей внутри иерархии. В итоге для этой версии был применен другой метод — отключение автоматического обновления физики в среде разработки Unity.

## Отзывы и критика
| Иноязычные издания | Иноязычные издания |
| Издание            | Оценка             |
| ------------------ | ------------------ |
| Multiplayer.it     | 8/10               |
| TheSixThaxis       | 6/10               |

Shadow Fight 4: Arena получила смешанные отзывы от критиков и смешано-положительные от игроков. Также, как и предыдущая часть, игра распространяется по условно-бесплатной модели (free-to-play), за что уже уверенно критикуется: многие игровые предметы гораздо проще купить за донат, чем добывать в ходе игры. Добавился также повод критиковать игру за пока ещё недостаточно хорошо развитую систему прогресса персонажей и постоянные эксперименты над ней. На Metacritic Арена получила 70/100 от критиков и 8,0/10 от игроков.

## Продолжение
После умеренного успеха Shadow Fight 4: Arena (около 50 млн скачиваний, что в 4 раза меньше Shadow Fight 3) Nekki не торопилась с разработкой и выпуском пятой игры серии. По итогу, было создано официальное сюжетное продолжение Shadow Fight 2, приквел к Shadow Fight 3, анонсированное на 20-летие Nekki, под названием Shades: Shadow Fight Roguelike (иногда именуемая, как Shadow Fight 5: Shades). В ожидании выхода Shades, Nekki в начале 2022 года выпустила настольную игру «Shadow Fight: Битва демонов».
Shades, по итогу, вышла 7 ноября 2023 года для мобильных устройств. Shadow Fight 5 сохраняет плоскую 2D-силуэтную эстетику бойцов из Shadow Fight 2. В нем присутствует новая механика под названием Shades , которая дает игроку способности получать преимущество, аналогичные тем, что есть в Древе перков и Чарах.